# 佐野なぎさ (1990年生のタレント)
佐野 なぎさ（さの なぎさ、1990年〈平成2年〉8月12日 - ）は、日本のモデル、タレント、元アイドル。千葉県千葉市出身

## 出演

### テレビ
- 安藤優子とはっちぃの発見！お台場新大陸「秘密のありそうな人」（2014年8月、フジテレビ）
- いっぷく！（2014年8月、TBSテレビ）
- バラいろダンディ（2014年10月、TOKYO MX）
- 特報テレビ コレスポサンダー（2014年12月、フジテレビ）
- ミューサタ（2015年1月、7月、フジテレビ）
- COUNT DOWN TV（2015年8月、TBSテレビ）
- カクガリ君！〜確率をガリガリ勉強して幸せになろう〜（2015年9月、TBSテレビ）
- newsチバ（2022年11月、2023年1月、3月、千葉テレビ）
- ぽかぽか「顔面ダイビング王」（2023年12月、フジテレビ）
- ぽかぽか「球体ぷかぷかレース」（2024年1月、フジテレビ）
- ぽかぽか「野菜詰め放題王」（2024年2月、フジテレビ）